# Langdolmen von Abterp

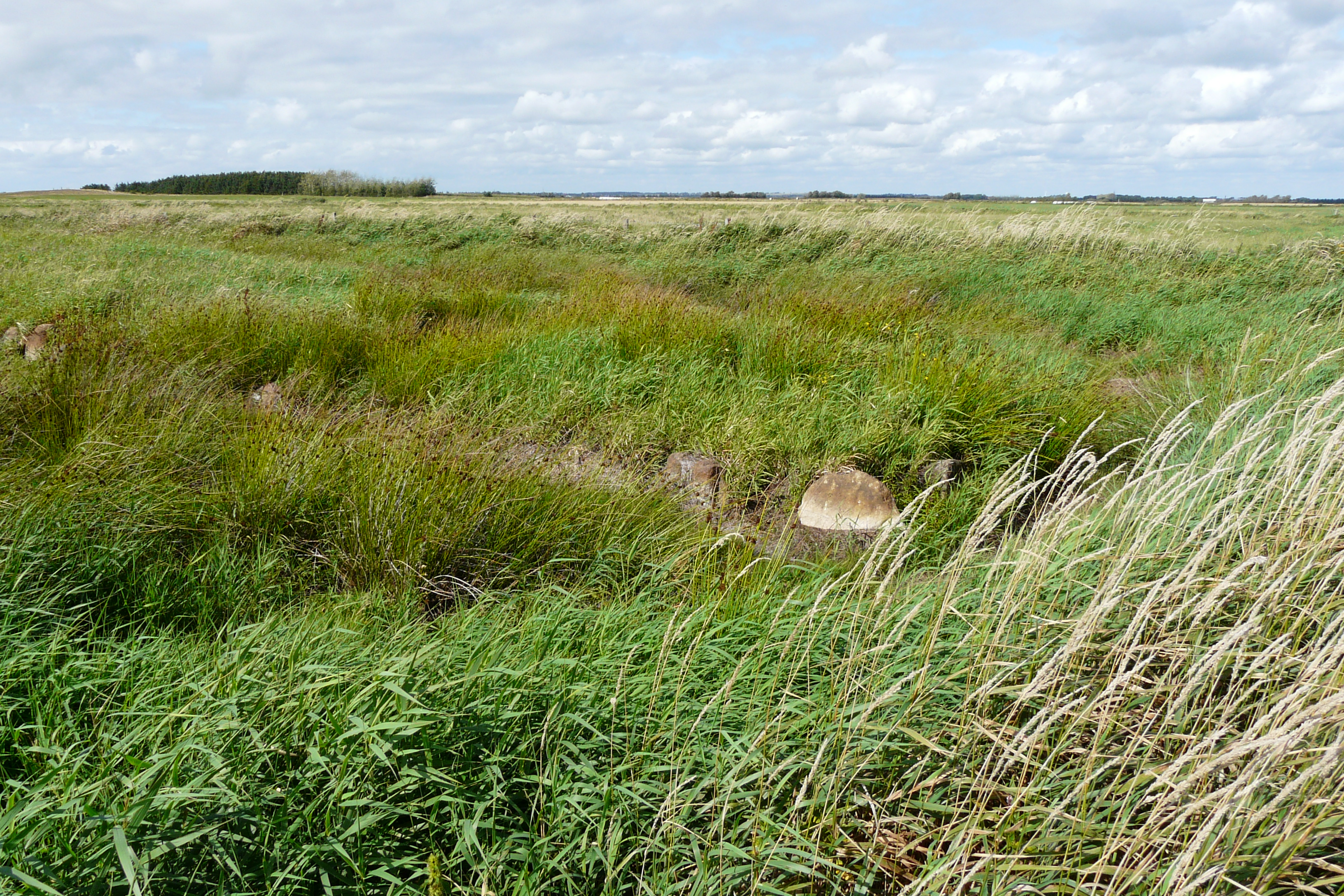
Langdolmen von Abterp

Die Langdolmen von Abterp lagen auf der Steneng (deutsch „Steinwiese“) genannten niedrigen Marschenwiese nördlich des Dorfes Abterp etwa 3,0 km nordwestlich von Bredebro in der Tønder Kommune in Südjütland in Dänemark. Sie entstanden zwischen 3500 und 2800 v. Chr. als Megalithanlagen der Trichterbecherkultur (TBK).
Hier wurden im Jahre 1962 zwei zuvor unbekannte Langdolmen (dänisch Langdysse) aus der Jungsteinzeit (etwa 2400 v. Chr.) untersucht, die von Torf und Lehm bedeckt waren. Große Steine, die man während letzten Jahrhunderte in dieser ansonsten steinlosen Gegend fand, wurden als Pfosten (dänisch ledpæle) aufgearbeitet oder vor Ort vergraben. Als in den späten 1950er Jahren im Zusammenhang mit der Begradigung des Flusses Brede Å die Wiese abgehoben wurde, stieß man auf die Steine.
Bei den Ausgrabungen zeigte sich, dass die Steine zu zwei etwa 4500 Jahre alten Langdolmen von etwa 14,0 und 42,0 m Länge gehörten. Das kürzere Hünenbett barg eine Dolmenkammer, das lange deren drei. Letzteres war ursprünglich auch ein kurzes Hünenbett mit nur einem Dolmen, wurde aber später im Zusammenhang mit dem Bau der neuen Kammern nach beiden Enden hin erweitert. Obwohl die Dolmen in der Vergangenheit durch Steinschläger gestört wurden, wurden Funde gemacht, einschließlich zweier Äxte und einem Keulenkopf.
Als die Langdolmen errichtet wurden, lagen sie auf einer sandigen Landzunge mit Blick auf die Brede. Die Grabhügel sind ursprünglich nicht an einem derart niedrigen Ort errichtet worden. Die aktuelle Lage ist die Folge der Bodensenkung die seit der Jungsteinzeit in dieser Region erfolgte, bisher 4–6 Meter beträgt, und sich mit etwa 1 mm pro Jahr immer noch fortsetzt. Hinzu kommt der Meeresspiegelanstieg. Später wurde das Gelände überschwemmt. In der Spätbronzezeit setzte durch die Sumpfbildung ein Prozess ein, bei dem die beiden Langdolmen überwuchert bzw. von Lehm und Torf überdeckt wurden. Die Kammer- und Randsteine liegen lediglich 0,25 bis 0,5 m über dem Meeresspiegel und mehr als 0,5 unter dem Grundwasserspiegel, so dass während der gesamten Ausgrabung Pumpen liefen die etwa 40 Millionen Liter Wasser abpumpten.